# ポーギー (潜水艦)
ポーギー (USS Pogy, SS-266) は、アメリカ海軍の潜水艦。ガトー級潜水艦の番艦。艦名は、ニシン科の小型魚アトランティック・メンハーデンの通称に因む。なお、退役から25年後にスタージョン級原子力潜水艦5番艦として2代目「ポーギー (SSN-647)」が就役している。

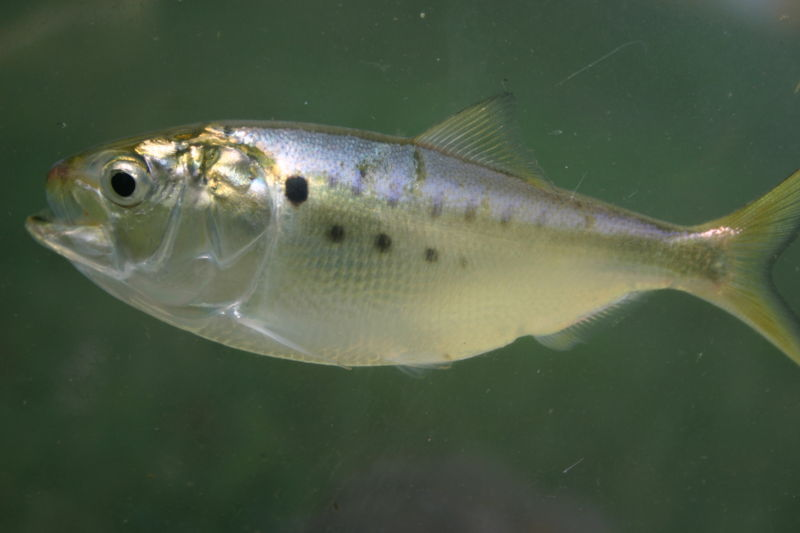
アトランティック・メンハーデン（Pogyという通称で広く知られる）

## 艦歴
「ポーギー」は1941年9月15日にウィスコンシン州マニトワックのマニトワック造船で起工する。1942年6月23日にユリウス・A・フューアー夫人によって進水し、艦長ジョージ・H・ウォーレス少佐（アナポリス1929年組）の指揮下1943年1月10日に就役する。2月1日に河川はしけでニューオーリンズに運搬されるため一時的に退役し、2月12日に到着すると再就役した。整調と公試および訓練が完了すると、4月5日に真珠湾に到着した。

### 第1の哨戒 1943年4月 - 6月
4月15日、「ポーギー」は最初の哨戒で日本近海に向かった。本州東岸海域で哨戒。5月1日8時45分ごろ、北緯37度03分 東経141度05分 / 北緯37.050度 東経141.083度の塩屋埼灯台54度6海里の地点で5隻の輸送船と1隻の護衛艦からなる輸送船団を発見し、魚雷を3本発射。魚雷は特設砲艦「京津丸」（阿波国共同汽船、1,434トン）に命中してこれを撃沈し、他に艦船を破損させたと判断された。その夜、「ポーギー」は北緯37度14分 東経141度30分 / 北緯37.233度 東経141.500度の地点で駆逐艦と目される艦影を発見し、魚雷を3本発射して1本が命中したとする。翌5月2日夕刻には、北緯37度11分 東経143度40分 / 北緯37.183度 東経143.667度の地点で100トン級サンパンを砲撃で撃沈。5月4日には北緯38度26分 東経141度39分 / 北緯38.433度 東経141.650度の地点で輸送船と水雷艇を発見し、魚雷を3本発射したが命中しなかった。5月9日には北緯37度05分 東経141度06分 / 北緯37.083度 東経141.100度の地点で4隻の輸送船からなる輸送船団を発見し、護衛艦の制圧をものともせず魚雷を3本発射、輸送船「宇洋丸」（東洋汽船、6,376トン）に1本を命中させて撃破した。「ポーギー」はこの後もこの海域に留まり、5月11日朝に北緯37度52分 東経143度12分 / 北緯37.867度 東経143.200度の地点で100トン級サンパンを撃沈したあと、5月13日には北緯38度16分 東経141度36分 / 北緯38.267度 東経141.600度の地点で2隻の輸送船を発見して魚雷を3本発射し、1本の命中を確認する。5月26日には北緯37度03分 東経141度09分 / 北緯37.050度 東経141.150度の地点で塩屋埼灯台沖で2隻の輸送船団を発見し、魚雷を3本発射して輸送船「太南丸」（太興汽船、1,989トン）に2本命中させて撃沈した。6月5日、51日間の行動を終えてミッドウェー島に帰投した。

### 第2の哨戒 1943年6月 - 8月
6月26日、「ポーギー」は2回目の哨戒でトラック諸島方面に向かった。7月いっぱい続いた哨戒期間中、日本本土とトラックの航路を重点的に哨戒した。7月5日、北緯07度25分 東経149度35分 / 北緯7.417度 東経149.583度のプンナップ島東方海面で発見した2隻の輸送船に対して魚雷を計5本発射し、3,000トン級輸送船に1本が命中したと判断した。「ポーギー」を含む、トラックの周囲で哨戒するアメリカ潜水艦がこの頃最も重視していたのは、トラックに出入りする空母や戦艦、重要船団の動向であった。7月15日には空母や重巡洋艦からなる艦隊を発見したが、艦隊は攻撃の範囲外にいた。7月20日、北緯08度14分 東経149度48分 / 北緯8.233度 東経149.800度の地点で4隻の輸送船団を発見し、魚雷を4本発射したが命中しなかった。7月31日午後、北緯11度08分 東経153度18分 / 北緯11.133度 東経153.300度のトラック北北東240海里の地点で第3724船団を発見し、日付が8月1日になった直後に魚雷を4本発射、特設航空機運搬艦「最上川丸」（東洋海運、7,496トン）に2本命中してこれを撃沈した。その後「ポーギー」は哨戒領域を離れ、8月14日にジョンストン島で給油を行った。8月16日、53日間の行動を終えて真珠湾に帰投した。

### 第3、第4の哨戒 1943年9月 - 12月
9月9日、「ポーギー」は3回目の哨戒でパラオ方面に向かった。9月23日未明、北緯08度15分 東経138度35分 / 北緯8.250度 東経138.583度の地点でレーダーにより2隻の輸送船を探知し、二番目の輸送船に対して魚雷を3本発射したが命中しなかった。9月28日午後、北緯07度11分 東経134度36分 / 北緯7.183度 東経134.600度の地点でパラオからラバウルに向かうソ805船団を発見し、魚雷を4本発射するが命中しなかった。追跡を続け、2日後の9月30日6時40分に北緯06度02分 東経139度27分 / 北緯6.033度 東経139.450度の地点にいたったところで魚雷を4本発射し、魚雷は陸軍輸送船「前橋丸」（南洋海運、7,005トン）の左舷後方船倉に命中貫通して右舷船倉で爆発し、「前橋丸」は6時45分に沈没した。10月6日には、北緯05度03分 東経134度42分 / 北緯5.050度 東経134.700度の地点で2隻のタンカーに対し魚雷を4本発射したが、命中しなかった。10月28日、49日間の行動を終えて真珠湾に帰投。艦長がラルフ・M・メトカーフ少佐（アナポリス1935年組）に代わった。
11月25日、「ポーギー」は4回目の哨戒でパラオ方面に向かった。12月7日昼、北緯13度30分 東経155度20分 / 北緯13.500度 東経155.333度のサイパン島東方400キロ地点で輸送船2隻と海防艦2隻からなる第4205乙船団を発見し、2隻の目標に対して魚雷を4本発射して2本が命中。次いで魚雷をもう2本発射して1本を命中させる。魚雷は特設運送船（給炭油）「総洋丸」（東洋汽船、6,081トン）に3本が命中し火災を発生させた。海防艦が爆雷攻撃に入る前に、「ポーギー」は巧みにこれをかわした。「ポーギー」は夜になって浮上し、消火に成功したものの航行不能の「総洋丸」に対して魚雷を2本発射して、2本とも命中させてようやく撃沈した。この時、日付は12月8日になっていた。12月13日には、北緯07度06分 東経134度30分 / 北緯7.100度 東経134.500度のパラオ南方で輸送船団を発見して魚雷を3本発射、陸軍輸送船「福海丸」（明治海運、3,829トン）に2本命中させて撃沈した。しかし、直後に護衛艦から27発もの爆雷攻撃を受けた。うち3発が「ポーギー」のすぐそばで爆発し、魚雷発射管用のジャイロスコープとエンジン用温度計が破壊された。「ポーギー」は損傷のため哨戒を切り上げた。12月22日、29日間の行動を終えて真珠湾に帰投した。

### 第5の哨戒 1944年1月 - 3月

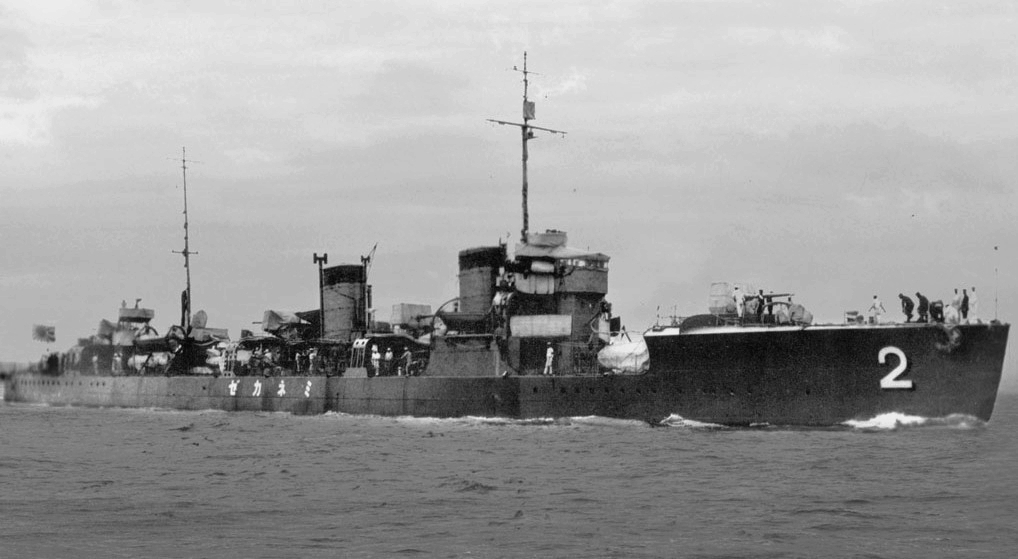
駆逐艦「峯風」（1932年）

1944年1月15日、「ポーギー」は5回目の哨戒で台湾近海に向かった。2月9日午後、北緯23度20分 東経121度30分 / 北緯23.333度 東経121.500度の台湾東方で2隻の護衛艦に護衛され、7隻の輸送船からなるモタ01船団を発見。追跡の上2月10日未明より攻撃を開始し、まず魚雷を3本発射するが命中しなかった。3時間後、駆逐艦に対して魚雷を2本、輸送船に対して魚雷を3本発射。魚雷は駆逐艦「峯風」の艦橋直下と後部に命中して撃沈し、輸送船「まるた丸」（日本海運、5,499トン）にも2本が命中して撃沈した。「ポーギー」は台湾東方で哨戒を続け、2月13日朝には北緯25度46分 東経121度43分 / 北緯25.767度 東経121.717度の彭佳嶼近海で3隻の輸送船を発見し、浮上攻撃で魚雷を2本発射したが命中した様子はなく、攻撃後に17発の爆雷攻撃を受けたが切り抜けた。2月20日未明、北緯24度15分 東経123度15分 / 北緯24.250度 東経123.250度の、北回帰線と交差する八重山諸島の近海でナ180船団を発見。魚雷を2本発射し、2本とも命中したを確認。3時間半後に再び魚雷を3本発射し、1本の命中を確認する。最初の攻撃で輸送船「大仁丸」（太洋海運、5,154トン）を、二度目の攻撃で輸送船「南洋丸」（運輸通信省、3,614トン）を撃沈した。3日後の2月23日未明にも、北緯26度20分 東経126度11分 / 北緯26.333度 東経126.183度の久米島近海でモタ05船団を発見し、先頭と二番目の輸送船に対して魚雷を4本発射し、30分後にもう4本発射。魚雷は2隻の輸送船、「宝嶺丸」（東亜海運、5,588トン）と「帝坤丸」（帝国船舶、5,113トン）に命中し、両船は那覇港に曳航されたが、2月25日に港外で荒天を避けるべく避泊中、船体が切断し座礁沈没した。翌2月25日未明には雨の中で沖大東島を艦砲射撃し、見張所に損害を与えた。3月8日、54日間の行動を終えて真珠湾に帰投した。

### 第6の哨戒 1944年4月 - 5月
4月7日、「ポーギー」は6回目の哨戒で日本近海に向かった。本州海域で哨戒中の4月28日夜、北緯32度07分 東経133度03分 / 北緯32.117度 東経133.050度の豊後水道沖の島沖で、呉から出てきた潜水艦「伊183」を発見した。「ポーギー」は3時間かけて「伊183」の出方を見たが、「伊183」がこちらを発見した素振りがないので魚雷を4本発射。1本が命中し、「伊183」は4つないし5つの爆発を起こして沈没していった。攻撃後確認すると、周囲にはガソリンのような匂いが漂っていた。直後に司令部から、豊後水道を往来する輸送潜水艦を攻撃するよう命令が入ったので、「ポーギー」は「すでに完了」との返信を送った。その後、東に哨区を移動させ、5月5日朝には北緯33度20分 東経135度32分 / 北緯33.333度 東経135.533度の潮岬沖290度12海里の地点で第8504船団を発見し、魚雷を3本発射。海軍徴傭船「白根丸」（日本郵船、2,825トン）に1本が命中してこれを撃沈し、逸れた2本は陸岸に命中して爆発した。5月11日夜には北緯34度36分 東経138度04分 / 北緯34.600度 東経138.067度の大王崎沖で「古めかしい大型貨客船」と2隻の護衛艦を発見し、魚雷を4本発射したが命中しなかった。5月13日夜には北緯34度31分 東経138度33分 / 北緯34.517度 東経138.550度の石廊崎南南西25キロ地点で輸送船と護衛艦を発見し、魚雷を3本発射。魚雷は海軍徴傭船「安房丸」（大阪商船、4,524トン）に2本が命中し、可燃物を満載していた「安房丸」は瞬時に火の海と化して沈没した。5月16日には北緯33度56分 東経139度50分 / 北緯33.933度 東経139.833度の八丈島近海で20トン級サンパンを20ミリ機銃の射撃だけで撃沈し、50代の船員を捕虜とした。5月20日にも北緯31度21分 東経140度03分 / 北緯31.350度 東経140.050度の地点で40トン級サンパンを撃沈して5名を捕虜とする。5月29日、52日間の行動を終えて真珠湾に帰投。6月1日にサンフランシスコのハンターズ・ポイント海軍造船所でオーバーホールに入るため真珠湾を出港し、6月8日に到着した。休み中に艦長がピーター・G・モルテーニ・ジュニア少佐（アナポリス1937年組）に代わり、オーバーホール後の9月17日に真珠湾に向けて出港した。真珠湾に到着後、短期の訓練を行った。

### 第7、第8の哨戒 1944年10月 - 1945年2月
10月13日、「ポーギー」は7回目の哨戒で南西諸島方面に向かった。しかし、この哨戒では味方潜水艦とサンパンは見たものの、敵艦船とは一度も遭遇せず、攻撃機会もなかった。12月2日、48日間の行動を終えてミッドウェー島に帰投した。
12月27日、「ポーギー」は8回目の哨戒で小笠原諸島方面に向かった。1945年1月14日未明、3隻の輸送船からなる輸送船団を発見し、北緯29度41分 東経140度44分 / 北緯29.683度 東経140.733度の地点で魚雷を6本発射したが命中しなかった。敵以外では哨戒中の事故で九死に一生を得た「ポンポン (USS Pompon, SS-267) 」と会合し、ともにミッドウェー島に針路を向けた。2月11日、46日間の行動を終えてミッドウェー島に帰投。艦長がジョン・B・バワーズ少佐（アナポリス1938年組）に代わった。

### 第9の哨戒 1945年3月 - 5月
3月12日、「ポーギー」は9回目の哨戒で日本近海に向かった。この哨戒では東京湾口方面での艦船攻撃の他に、海上に不時着したB-29のクルーを救助する任務も請け負っていた。4月1日朝、北緯30度35分 東経138度04分 / 北緯30.583度 東経138.067度の地点で2隻の特設監視艇に対して5インチ砲で砲撃を行ったが、脅かしただけに終わる。4月5日には北緯33度29分 東経139度58分 / 北緯33.483度 東経139.967度の地点で海防艦を発見し、魚雷を3本したが回避され、逆に爆雷攻撃を受けた。4月9日午後にも、北緯32度31分 東経139度28分 / 北緯32.517度 東経139.467度の地点で2隻の輸送船を発見して、小型タンカーに対して魚雷を4本発射したが、これも命中しなかった。4月19日、救助配備中にB-24（あるいは海軍型のPB4Y-1 シーリベレーター）の誤爆を受け、艦橋に被弾した。4月29日、担当海域で不時着したB-29のクルー10名を救助し、彼らをサイパン島タナパグ港まで輸送した。タナパグ港でクルーを下ろしたあと、5月6日に出港。5月15日、61日間の行動を終えて真珠湾に帰投した。

### 第10の哨戒 1945年7月 - 8月
7月2日、「ポーギー」は10回目の哨戒で日本海に向かった。日本海はかつて「ヒロヒトの浴槽」などと称していたが、6月のバーニー作戦以降は何ら恐れる海域ではなくなった。対馬海峡の機雷海域を通り抜け、終戦まで日本海を哨戒することとなった。7月14日にグアムアプラ港に進出し、7月15日から16日にかけては太平洋艦隊潜水部隊司令官チャールズ・A・ロックウッド中将の巡閲を受ける。7月25日に日本海に入り、2日後の7月27日夜には、北緯37度06分 東経134度31分 / 北緯37.100度 東経134.517度の経ヶ岬沖で輸送船「筑前丸」）東亜海運、2,448トン）を発見し、魚雷を4本発射して2本を命中させこれを撃沈。7月31日未明には北緯38度47分 東経138度30分 / 北緯38.783度 東経138.500度の地点で、レーダーで探知した小型タンカーに対して魚雷を4本発射したが、命中した様子はなかった。8月2日未明にも北緯37度31分 東経135度45分 / 北緯37.517度 東経135.750度の地点で「10,000トン級タンカー」を発見し、魚雷を4本発射してに損傷を与えたと判断された。8月5日未明には、北緯39度40分 東経138度55分 / 北緯39.667度 東経138.917度の男鹿半島船川の西方沖で発見した輸送船「琴平山丸」（三井船舶、2,220トン）に対し魚雷を2本発射、2本とも命中させて撃沈した。8月10日、「ポーギー」は北緯43度23分 東経140度38分 / 北緯43.383度 東経140.633度の積丹半島沖で沿岸輸送船を発見して魚雷を4本発射したが、命中しなかった。その後、終戦を択捉島近海で迎えた。8月21日、47日間の行動を終えてミッドウェー島に帰投。第二次世界大戦での経歴を終えた。

### 戦後
「ポーギー」は9月5日にミッドウェー島を出航し、パナマ運河を経由して東海岸へ向かい、10月3日にニューヨークに到着した。その後、1946年7月20日にニューロンドンで予備役となり、大西洋予備役艦隊入りする。「ポーギー」は1958年9月1日に除籍され、1959年5月1日に売却された。
「ポーギー」は16隻の船を沈め、その総撃沈トン数は62,633トンに上る。第二次世界大戦の戦功で8個の従軍星章を受章した。